# Per amore di Iside
Per amore di Iside (Pour l'amour de Philæ) è un romanzo scritto da Christian Jacq e pubblicato in Francia nel 1990, e in Italia il 31 ottobre 1997.

## Trama
Siamo nell'anno 530 d.C. La nobile Iside è il capo spirituale del tempio di Philae sull'isola di Elefantina nel Nilo, e insieme al suo giovane promesso sposo Sabni succede a suo padre, il decano, con la coppia che riesce a coronare il sogno d'amore nel giorno dell'incoronazione. Il tempio di Philae è occupato dalla comunità spirituale che ancora continua a praticare i millenari riti religiosi caratteristici dell'antico splendore dei Faraoni, e resiste ancora al cristianesimo, che è dilagato in tutto l'impero romano di Costantinopoli e ora è deciso a sradicare questa comunità "pagana"; in Egitto abitano infatti il prefetto Massimino, il generale Narses e il vescovo Teodoro, un locale convertitosi al cristianesimo e amico d'infanzia di Sabni. Si aprono dunque due scuole di pensiero: i "pagani" si impegnano a mantenere vive le loro tradizioni, anche quelle più ignote, e inizialmente tentano di nascondersi in parte al mondo per non subire gravi conseguenze, mentre i cristiani sono fermamente convinti che l'altra fazione sia completamente dominata dal Diavolo e meditano di distruggere per sempre l'ultimo tempio pagano, ignorandone la storia millenaria che lo circonda come moltissimi altri luoghi sacri del tempo dei Faraoni. I guai per la comunità arrivano anche all'interno, per mezzo, tra gli altri, di una certa Ahure che collabora con i cristiani per ostacolare i suoi confratelli, la cui rovina ritiene sia causata da Sabni e Iside.
La sera della morte del decano, giunge al tempio Chrestos, un ragazzo di origine greca rifugiatosi alla comunità per sfuggire al padre mercante Apollone che voleva farlo arruolare nell'esercito. Il giovane impara le abitudini dei pagani a poco a poco, nonostante la sua foga giovanile, ma tempo dopo viene invitato dal prefetto Massimino, a cui confessa che Iside e Sabni sono sposati; questo spinge praticamente il prefetto alla follia d'amore, al punto da desiderare di prendersi Iside e portarla a Bisanzio, anche a costo di radere al suolo Philae; raggiunta la sacerdotessa, Massimino tenta di farla sua, e al suo rifiuto tenta di strangolarla per poi uccidersi da solo, ma viene invece ucciso da un capo dei Blemmi, un popolo di guerrieri nubiani. Quando questi ultimi vengono a sapere che i romani hanno distrutto il loro tempio a Biggeh, mettono subito a sacco Elefantina per vendicarsi. Intanto Teodoro, ormai fermamente convinto che l'esistenza di Sabni sia un affronto completamente imperdonabile agli occhi di Dio, si allea controvoglia con un eremita cristiano di nome Paolo, che porta il nome dell'omonimo apostolo e che si attira seguaci e fanatici per tutta Elefantina e dintorni.
Chrestos viene invece accusato di furto a seguito del ritrovamento del suo braccialetto d'avorio ritrovato in un baule pieno d'oro, e si suicida gettandosi da un pilone nel tentativo di salvare la comunità, mentre il generale Narses viene ucciso da un attacco a sorpresa dei Blemmi, che iniziano la loro rappresaglia contro i bizantini. Teodoro riuscirà a firmare un trattato di pace con i nubiani, ma, una volta giunto al tempio dai suoi amici di un tempo, si renderà conto della vera natura dei riti dell'Egitto al tempo dei Faraoni: nonostante tutti credevano fossero riti satanici, anche in Egitto potevano esistere miracoli divini come ai tempi di Gesù Cristo. Sfortunatamente, Teodoro non riuscirà a impedire che il tempio venga attaccato dall'esercito di Paolo composto da eremiti e abitanti di Elefantina, e tutti i seguaci pagani vengono spietatamente trucidati: gli stessi Sabni e Iside sono costretti a salire sulla barca della comunità, poi data alle fiamme con loro a bordo. Ma Teodoro, dopo una violenta lite con Paolo, riesce a evitare la distruzione del tempio, che farà trasformare in una chiesa.

## Personaggi
- Iside: una dei due protagonisti, è la superiora delle sacerdotesse del tempio dell'isola di Philae.
- Sabni: l'altro protagonista del libro, è il giovane sacerdote capo della resistenza al cristianesimo, ed è lo spasimante di Iside. Diventa il superiore della comunità col benestare del decano, padre di Iside, vicino alla morte.
- Teodoro: vescovo cristiano nonostante le sue origini egiziane, e amico di Sabni, ritiene che i riti celebrati dagli egizi siano degni di eresie.
- Paolo: altro sacerdote cristiano, si rivela l'antagonista del libro, in quanto si presenta molto più brutale contro le credenze degli egiziani.
- Mersis: un ufficiale locale e intimo conoscente di Sabni, aiuterà quest'ultimo a evadere dalla sua cella in uno dei capitoli iniziali del libro, aiutandolo ad avvertire Iside.
- Massimino: prefetto di Philae, anche lui invaghito di Iside. Muore per mano di un blemma mentre cerca di strangolarla, spinto dalla disperazione.
- Narses: generale bizantino che segue Teodoro e conosce gradualmente le abitudini dei pagani.
- Chrestos: un greco quindicenne di Elefantina che si pone al servizio di Sabni e Iside dopo essere sfuggito dal padre Apollone.
- Auhre: ritualista e consorella di Iside e Sabni, li tradisce in quanto li considera padroni indegni e collabora con i cristiani.
- Myrta: una prostituta figlia del commerciante aramaico Leonida, rovinato da investimenti errati. Teodoro tenterà di usarla per screditare Sabni, ma questi riesce a scagionarsi tramite un particolare importante, ossia una croce di vita a ridosso dell'inguine per indicare quelli che sono circoncisi.

## Edizioni
- Christian Jacq, Per amore di Iside, traduzione di Sergio Claudio Perroni, Milano, Bompiani, 31 ottobre 1997,  p. 382, ISBN 88-452-3552-1.
- Christian Jacq, Per amore di Iside, traduzione di Sergio Claudio Perroni, I grandi tascabili, Milano, Bompiani, 2001,  p. 369, ISBN 978-8845247804.
- Christian Jacq, Per amore di Iside, traduzione di Sergio Claudio Perroni, Milano, Bompiani, 9 luglio 2022,  p. 360, ISBN 978-88-30108837.